# ウルグアイ・ペソ
ウルグアイ・ペソは、ウルグアイの通貨。1993年に導入された。補助単位はセンティモ。
ウルグアイは1896年に金本位制を導入して経済を安定させたが、第一次世界大戦後に金本位制を撤廃し、1964年以後、経済の悪化とともにインフレーションが深刻化した。1973年11月には、従来のペソに代わってヌエボペソが1000旧ペソ＝1ヌエボペソのレートで導入された。ヌエボペソも100分の一の補助単位としてセンティモを導入した。
その後もインフレは続き、1993年3月1日、ヌエボペソを再び1000ヌエボペソ＝1新ペソの割合でデノミネーションを行い、現行のウルグアイ・ペソとなった。

## 硬貨
1994年にステンレスの10,20,50センティモと真鍮の1ペソ、2ペソ硬貨が導入された。2000年には5ペソ硬貨が、2003年には10ペソ硬貨が導入された。2010年7月、50センティモ硬貨は発行が停止され、現在は1,2,5,10ペソ硬貨がそれぞれ流通している。

## 紙幣
1995年から1996年に5,10,20,50,100,200,500,1000ペソが発行され、2003年には2000ペソ札が発行された。硬貨の発行により、5ペソと10ペソの紙幣は発行が停止された。